# ジャンプワールド
『ジャンプワールド』（Jumpworld）は、アメリカ合衆国の歌手カサンドラ・ウィルソンが1990年に発表した4作目のスタジオ・アルバム。

## 解説
本作のタイトルおよび全体的なコンセプトは、ウィルソンの夫ブルース・リンカーン作のSFコミックに基づいている。当時ウィルソンのレギュラー・バンドのメンバーだったロッド・ウィリアムス、ケヴィン・ブルース・ハリス、マーク・ジョンソンに加えて、M-BASE派のスティーヴ・コールマン、グレッグ・オズビー、ゲイリー・トーマス、ロビン・ユーバンクスといったプレイヤーも参加した。
1996年の日本盤CD再発時には、『CDジャーナル』のミニ・レビューで「強烈にして圧倒的な存在感。でもだからと言って少しも押しつけがましくない」「はっきり言って当時のジャズ・シンガーの中でこの人だけは別格だった」と評されている。また、アリソン・クロケットは2023年、「カサンドラ・ウィルソンの必聴10曲」という記事で、その一つとして本作収録曲「ウォーム・スポット」を挙げ「彼女は単なるボーカリストではなく、バンドのもう一人のメンバー、すなわち言葉を発する管楽器と言える。彼女の"My way, my way, my way…"というヨーデルは、常に私の心を捉える」と評している。

## 収録曲
特記なき楽曲はカサンドラ・ウィルソン作。
1. ウーマン・オン・ジ・エッジ - "Woman on the Edge" - 5:02
2. ドミネーション・スウィッチ - "Domination Switch" (Cassandra Wilson, Steve Coleman) - 6:20
3. フェイズ・ジャンプ - "Phase Jump" (C. Wilson, S. Coleman) - 1:40
4. ライズ - "Lies" - 3:48
5. グランド・システム・マスターズ - "Grand System Masters" (Graham Haynes) - 4:37
6. ジャンプ・ワールド - "Jump World" (C. Wilson, S. Coleman, James Moore, Kirth Atkins) - 4:40
7. ラヴ・フェイズ・ディメンションズ - "Love Phases Dimensions" (C. Wilson, Kevin Bruce Harris, Rod Williams) - 5:28
8. ワールウィンド・ソルジャー - "Whirlwind Soldier" - 4:52
9. ウォーム・スポット - "Warm Spot" (C. Wilson, K. Harris, R. Williams, Mark Johnson) - 6:24
10. ダンシング・イン・ドリーム・タイム - "Dancing in Dream Time" (C. Wilson, David Gilmore) - 3:53
11. ロック・ジス・コーリング - "Rock This Calling" (C. Wilson, S. Coleman) - 3:38

## 参加ミュージシャン
- カサンドラ・ウィルソン - ボーカル
- ジェームス・ムーア - ラップ(on #6)
- ロッド・ウィリアムス - ピアノ、キーボード
- デヴィッド・ギルモア - ギター
- ケヴィン・ブルース・ハリス - エレクトリックベース
- ロニー・プラキシコ - アコースティックベース(on #2, #8)
- マーク・ジョンソン - ドラムス
- カース・アトキンス - ドラム・プログラミング(on #6)
- スティーヴ・コールマン - アルト・サクソフォーン(on #2, #6, #7, #11)
- グレッグ・オズビー - アルト・サクソフォーン(on #1, #5)
- ゲイリー・トーマス - テナー・サクソフォーン(on #1, #5)
- グラハム・ヘインズ - トランペット(on #1, #5)
- ロビン・ユーバンクス - トロンボーン(on #1, #2, #5)